# Hanna Łyczbińska
Hanna Łyczbińska, född 20 april 1990, är en polsk fäktare som tävlar i florett. Hennes tvillingsyster Marta Łyczbińska är också fäktare.

## Karriär
Vid olympiska sommarspelen 2016 i Rio de Janeiro blev Łyczbińska utslagen i åttondelsfinalen i florett av italienska Elisa Di Francisca.
Vid EM 2024 i Basel tog Łyczbińska silver tillsammans med Martyna Jelińska, Martyna Synoradzka och Julia Walczyk-Klimaszyk i lagtävlingen i florett. Vid olympiska sommarspelen 2024 i Paris blev hon utslagen i sextondelsfinalen i damernas florett av italienska Alice Volpi samt var en del av Polens lag som slutade på sjätte plats i lagtävlingen i florett.